# Smilax utilis
Smilax utilis är en enhjärtbladig växtart som beskrevs av Charles Henry Wright. Smilax utilis ingår i släktet Smilax och familjen Smilacaceae. Inga underarter finns listade.